# Чилиндрон

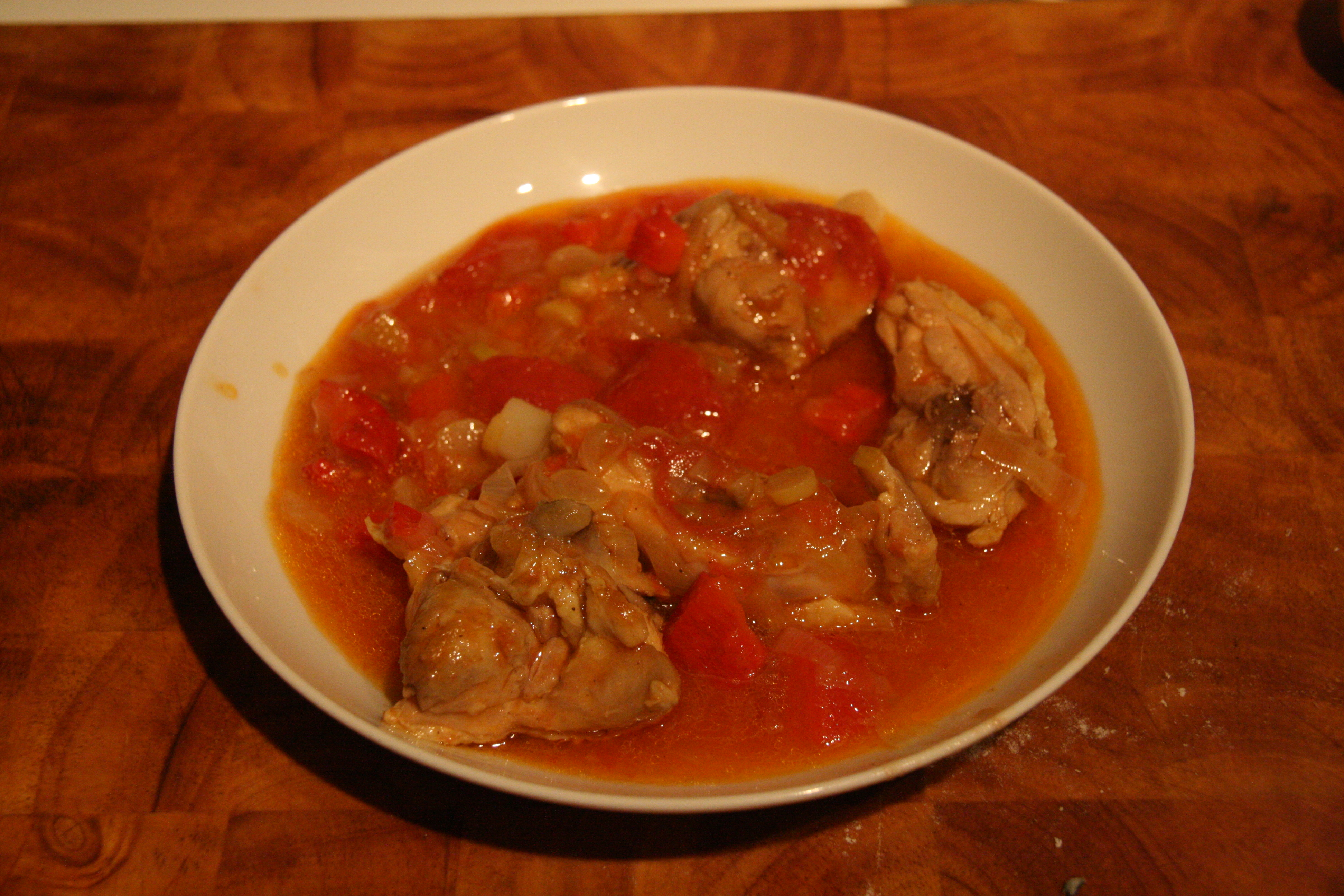
Курица чилиндрон

Чилиндро́н (исп. chilindrón) — густой овощной соус характерного красно-оранжевого цвета, типичный для кухни северных областей Испании — Наварры, Арагона и Басконии. Долгие годы ведут споры о том, кто из них истинный творец знаменитого соуса. О древности рецепта соуса говорят наваррские хроники, в которых есть его подробное описание. В 1927 году его подавали в качестве свадебного угощение в арагонском городе Уэска. В состав чилиндрона входят помидоры, репчатый лук и сладкий красный перец, тушенные, в зависимости от конкретного рецепта, с добавлением приправ и других овощей.
Соус чилиндрон — ключевой компонент популярного блюда курица чилиндрон (el pollo al chilindrón). Куриную тушку делят на 4 или 6 частей и обжаривают их со всех сторон до появления румяной корочки. Соус готовят отдельно, после чего соединяют его с мясом и тушат на слабом огне. В курицу чилиндрон также добавляется хамон — особая сыровяленная ветчина. Блюдо часто гарнируют жареным картофелем и украшают петрушкой. Вместо курицы нередко используется куропатка (perdiz). Похожим образом готовят и баранину чилиндрон (el cordero al chilindrón) — из бараньей ноги и колбасы чоризо.
Существует несколько разновидностей чилиндрона, основанных на привнесении в рецепт продуктов или кулинарных приемов, характерных для других соусов: так, один из вариантов, подобно соусу пикада, включает вино и миндаль; в другой, называемый также айоли, добавляют чеснок, растертый с оливковым маслом; софрито предполагает большое количество зелени, а самфаина — баклажаны.